# Forces occultes
Forces occultes (Okkulte Mächte – Die Mysterien der Freimaurerei zum ersten Mal auf der Bildfläche enthüllt) ist ein französischer Propagandafilm von 1943, bekannt als der letzte Film, der von Paul Riche (das Pseudonym von Jean Mamy) inszeniert wurde.

## Handlung
Der Film erzählt vom Leben eines jungen Parlamentsabgeordneten, der sich den Freimaurern anschließt, um seine Karriere neu zu starten. So erfährt er, wie sich die Freimaurer mit den Juden und den angloamerikanischen Nationen verschwören, um Frankreich zu einem Krieg gegen Deutschland zu ermutigen.

## Geschichte
Der Film wurde 1942 von der Propagandaabteilung in Auftrag gegeben, einer Delegation des Propagandaministeriums des NS-Staates innerhalb des besetzten Frankreichs durch den ehemaligen Freimaurer Mamy. Er verurteilt Freimaurerei, Parlamentarismus und Juden als Teil der Ideologie des Vichy-Regimes gegen sie scharf, und versucht eine jüdisch-freimaurerische Verschwörung zu beweisen.
Nach der Befreiung Frankreichs wurden der Schriftsteller Jean Marquès-Rivière, sein Produzent Robert Muzard und sein Regisseur Jean Mamy für Zusammenarbeit mit dem Feind (wörtlich: Säuberung) hingerichtet. Am 25. November 1945 wurde Muzard zu drei Jahren Gefängnis verurteilt und Marquès-Rivière wurde in seiner Abwesenheit (er war ins selbst auferlegte Exil gegangen) zum Tod und zu Erniedrigung verurteilt.
Mamy war auch Journalist in der Zeitschrift L'Appel unter Pierre Constantini (Leiter der „Ligue franéaise d'épuration, d'entraide sociale et de collaboration européenne“) und in der Kollaborateurzeitschrift Au pilori und wurde daher am 29. März 1949 in der Festung von Montrouge zum Tode verurteilt und hingerichtet.

## Besetzung
- Maurice Rémy als Pierre Avenel
- Marcel Vibert
- Auguste Bovério als Bovério
- Gisèle Parry als Madame Avenel
- Léonce Corne
- Pierre Darteuil
- Marcel Raine
- Louise Flavie
- Simone Arys
- Colette Darfeuil
- Henri Valbel